# Sologne
La Sologne o Sologna, è una regione naturale francese appartenente alla regione amministrativa Centro-Valle della Loira, compresa tra la Loira e uno dei suoi affluenti, lo Cher.
I suoi abitanti sono chiamati Solognots.

## Situazione

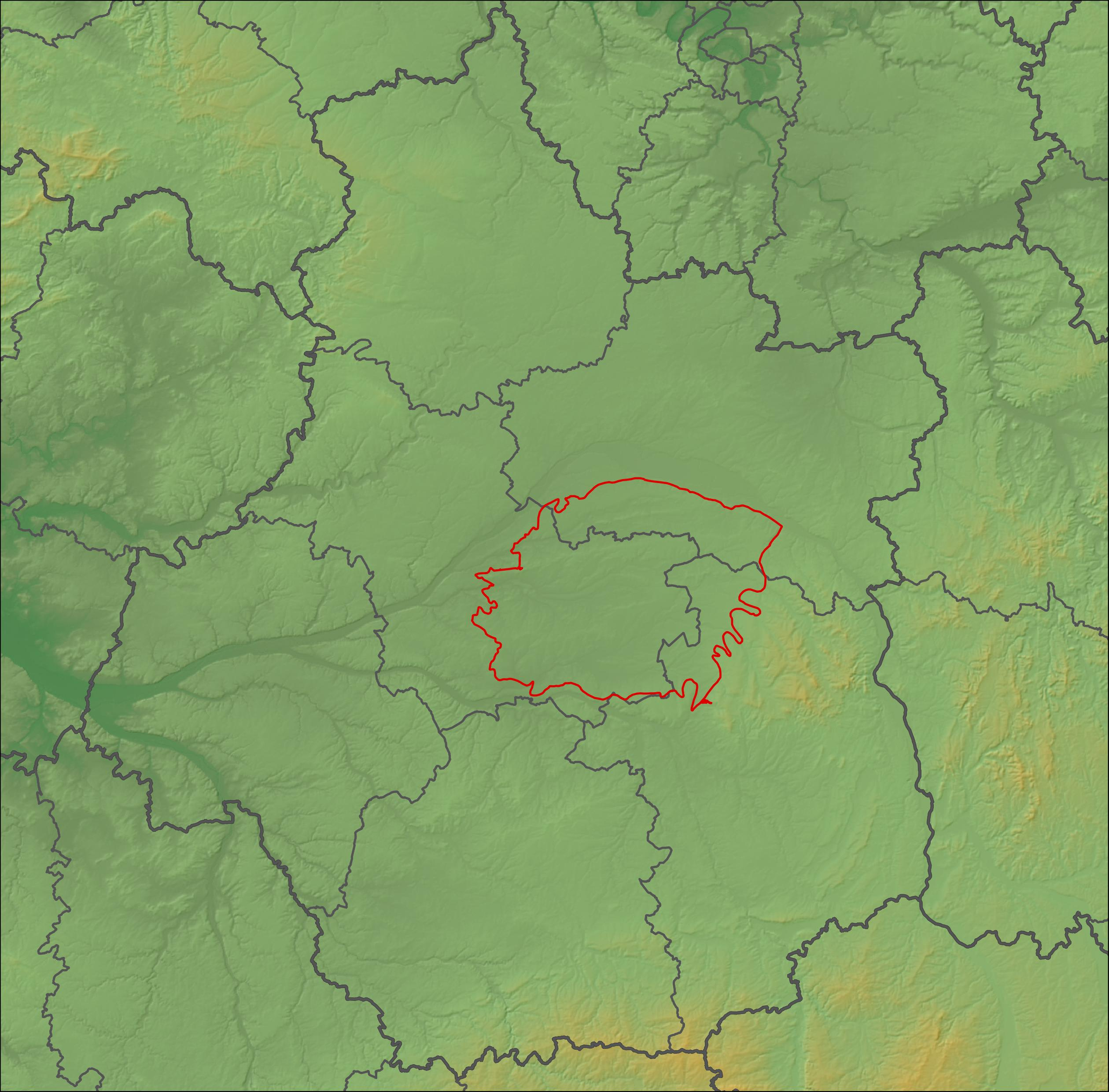
Carta topografica della Sologne nella regione Centre-Val-de-Loire.

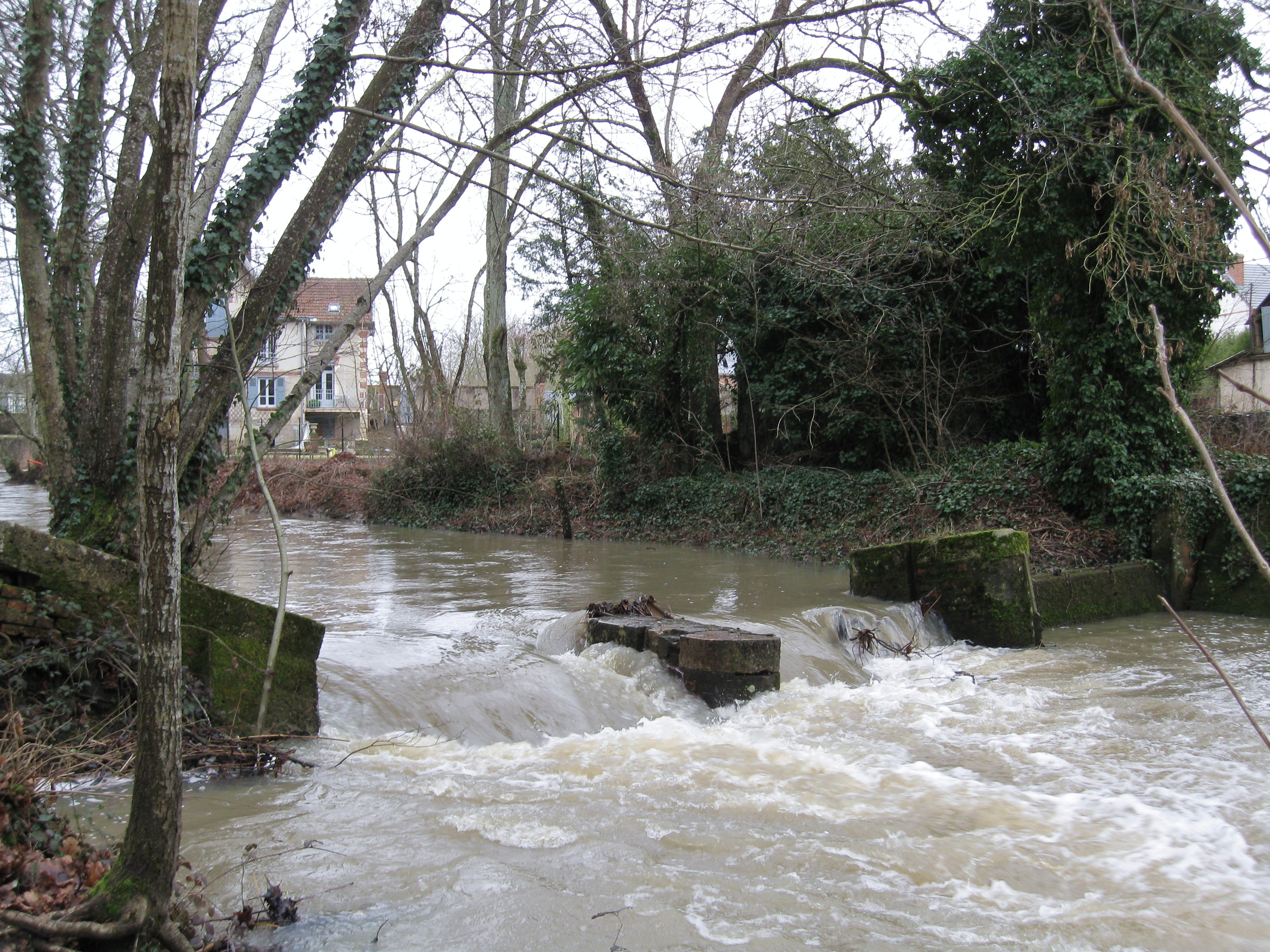
Il Beuvron a Lamotte-Beuvron.

Estendendosi tra la Loira e lo Cher, essa corrisponde al sud dell'Orleanese. Comprende una parte degli attuali dipartimenti dello Cher, del Loiret e dello Loir-et-Cher, estendendosi per circa 5000 km2. È circondata dalle seguenti regioni naturali :
- a nord dalla Valle della Loira orléanese;
- a est dalla Puisaye e dal Pays-Fort (NB : il sito Natura 2000 « La Sologne » esclude le colline del Sancerrois che le sono orientali);
- a sud dalla Champagne berrichonne e dal Boischaut Nord;
- a ovest dalla Valle della Loira tourangeau e dal Blésois.

Si tratta della sola regione naturale che è oggetto di una delimitazione amministrativa ufficiale, a seguito di una legge del 27 giugno 1941 volta a valorizzare questo territorio considerato particolarmente diseredato. Il decreto del 17 settembre 1941 posto in applicazione della legge del 27 giugno 1941 fissa così ufficialmente l'elenco dei 127 comuni che compongono la Sologne.

## Topografia
La Sologne è una vasta pianura, confinante a nord con la valle alluvionale della Loira. La sua altezza s.l.m. varia dagli 80 m a ovest ai 230 m massimi a est. I corsi d'acqua scorrono principalmente da est verso ovest, seguendo la pendenza della pianura e formando delle valli la cui profondità è molto lieve, spesso impercettibile.
La Sologne ha quasi sempre conservato un carattere selvaggio e umido, quasi sempre precario. Un tempo zona paludosa, fu Napoleone III che ne ordinò la bonifica. Nota per le sue paludi, che coprivano circa dodicimila ettari pari al 2 % del suo territorio, e per le sue foreste, particolarmente descritte nell'opera Raboliot di Maurice Genevoix, essa possiede una forte tradizione di pesca e di caccia, spesso private.
Il suo suolo povero, argillo-sabbioso, umido d'inverno e secco d'estate, è sfavorevole all'agricoltura ed ha costituito da lungo tempo un fattore d'insalubrità (malaria).

## Sottoinsiemi naturali
Due spazi si confrontano nella Sologne: la Grande Sologne (detta anche Sologna delle paludi) e la Sologna Secca (detta Sologna viticola) ma ne esistono anche altre suddivisioni (secondo certe fonti, la Grande Sologne occuperebbe tutto il nord, la Sologne delle paludi il sud, la Sologne viticola il sud-ovest e la Sologne Secca il sud-est)

### Grande Sologne
La Grande Sologne o Sologne degli stagni si trova al centro della zona.

### Sologne viticola
Detta anche Sologne secca, si trova nel sud-ovest, dalle parti di Contres.

### Sologne blésoise
Si trova in prossimità di Blois.

### Sologne berrichonne
Si trova a sud est, tra Vierzon e Neuvy-sur-Barangeon.

### Sologne caillouteuse
Si tratta della zona dalle parti di Aubigny-sur-Nère, fino ad Argent-sur-Sauldre a nord.

### Sologne orleanese
Appena prima della Valle della Loira orleanese la Sologne orleanese inizia alle porte della città, dopo il quartiere orleanese di La Source.

### Sologne pouilleuse
Si trova dalle parti di La Ferté-Saint-Aubin.

## Città principali
Romorantin-Lanthenay è la capitale, le altre città principali sono Olivet del quale solo una parte appartiene alla Sologne, La Ferté-Saint-Aubin, Salbris, Aubigny-sur-Nère, Lamotte-Beuvron, Argent-sur-Sauldre e Le Controis-en-Sologne.
Vierzon è al confine della Sologne, ma fa parte del Berry.

## Clima
Il clima è oceanico degradato, come la maggior parte dell'ovest del Bacino parigino.

## Idrografia
- Numerosi sono i corsi d'acqua: il Barangeon, il Beuvron, la Bonneure, lo Cher, il Cosson, la Nère, la Rère, la Grande Sauldre, la Petite Sauldre, la Sauldre, la Tharonne e il canale della Sauldre.
- Più di tremila sono le paludi, le cui principali: palude del Puits, di Beaumont, della Giraudière, di Teillay, della Noue, Neuf, Perret, della Prée, della Grande Corbois, di Marcilly, dei Binoches, Gran palude di Rhuys, dell'Aiguillon, delle Landes.

## Vie di comunicazione
Le autostrade A71 e A85, come la linea ferroviaria Orléans - Les Aubrais à Montauban-Ville-Bourbon attraversano la regione.
La ferrovia del Blanc-Argent assicura il traffico passeggeri sul tratto compreso tra Salbris (Loir-et-Cher) e Valençay (Indre) via Romorantin-Lanthenay.

## Storia
I nomi di numerosi villaggi della Sologne sono di origine gallica e i numerosi tumuli scoperti mostrano che la Sologne era popolata all'età del ferro. I principali corsi d'acqua portano ugualmente nomi d'origine celtica (gallica): Cosson, Beuvron («fiume dei castori»), Tharonne «fiume rapido». La parte superiore della Sauldre, poi del Beuvron, costituiva la frontiera tra i territori dei Carnuti e quello dei Biturigi. Vaste foreste disseminate di paludi, la Sologne fu all'epoca gallica una foresta-frontiera d'una grande importanza: essa separava due importanti nazioni celtiche, i Carnuti, al Nord, i Biturigei al sud. Essa corrisponde a quel vasto massiccio chiamato dagli antichi autori «Foresta dei Carnuti», nella quale si trovava il principale Nemeton della Gallia, considerato come particolarmente importante poiché comune a tutte le tribù della Gallia (omphalos), e testimoniante un sentimento di appartenenza gallica al di là delle differenze tribali.
Le paludi si sono indubbiamente moltiplicate tra l'XI e il XIII secolo, permettendo di bonificare una terra umida e paludosa. Il numero di paludi avrebbe raggiunto i quattromila nel XVI secolo.
La guerra dei Cento Anni non risparmiò la Sologne: Romorantin fu presa dal Principe Nero. Giovanna d'Arco attraversò la regione. Alla fine di questa guerra, il ripristino del paese si accompagnò a una modifica del paesaggio con la creazione di numerose paludi, essendo la piscicultura più redditizia dell'agricoltura.
Alla fine del XV secolo, il re e la sua corte vi soggiornarono. Luigi XII s'installò a Romorantin. Francesco I vi incontrò Claudia di Francia, che egli successivamente sposò. La Sologne conobbe allora una relativa prosperità.
Il Rinascimento s'accompagnò a un interesse particolare della borghesia e della nobiltà per il suo clima. In questo breve periodo di prosperità numerosi castelli e residenze nobili e borghesi furono costruiti, in particolare a Chambord e a Cheverny. Le guerre di religione che seguirono questo periodo lasciarono abbandonata una parte dei terreni resi coltivabili.
Nel corso dei secoli XVII e XVIII, le paludi riguadagnarono terreno e la regione s'impoverì. I Solognotti seguirono da molto lontano i soprassalti della Rivoluzione. La riforma amministrativa smembrò la Sologne nei tre dipartimenti di Loir-et-Cher, del Loiret e del Cher. Il signore Jérôme de Belfort v'installò il suo castello.
Bisogna attendere l'arrivo, nel 1852, di Luigi-Napoleone Bonaparte, allora presidente della Repubblica ma futuro imperatore, che possedeva un fondo a Lamotte-Beuvron, perché la Sologne beneficiasse di apprezzabili sovvenzioni et riscoprisse una parvenza di crescita. L'interesse che l'imperatore portò per la Sologne, in parte dovuto a dei legami famigliari per parte di sua madre (Ortensia di Beauharnais della quale alcuni antenati possedevano dei fondi in Sologne), la sua reputazione per la caccia e la ferrovia giunta nel 1847, attrassero la borghesia e allora i borghesi successero agli aristocratici.
Questa regione, essenzialmente agricola, ospita ciò non di meno un'industria tessile importante a Romorantin, che costituì per lungo tempo il solo focolaio industriale del dipartimento. L'attività, risalente al medioevo s concentrò all'inizio del XIXsecolo nella manufattura dei fratelli Normant frères, che fallì nel XX secolo. 
Dopo, l'agricoltura e la silvicoltura furono relegate in secondo piano. La caccia rese di più e più in fretta. 
La Sologne ha come santi patroni Santa Cornelia a Jouy-le-Potier per il nord e Sainte Montaine per il sud.